# Mod (jogos eletrônicos)
Modification (modificação) ou mod, no contexto de jogos eletrônicos, é um termo usado para denominar uma alteração em um jogo de forma a fazê-lo operar de forma diferente da original, desde pequenas alterações até a criação de jogos novos a partir do conteúdo original. Eles podem ser produzidos pelos próprios criadores do jogo original ou, mais frequentemente, por terceiros.
Um mod pode proporcionar conversões parciais, como alterações somente nos personagens, veículos, armas e quaisquer outros elementos do jogo original, ou conversões totais, tornando-se assim um novo jogo, de um gênero diferente ou não.
Sites populares dedicados a modding incluem NexusMods e Mod DB.

## Tipos

### Conversão total
Uma conversão total é um mod de um jogo original que substitui virtualmente todos os recursos artísticos do jogo original, e algumas vezes os aspectos principais de jogabilidade. Conversões totais podem resultar em um gênero completamente diferente do original.
Muitas vezes os desenvolvedores têm a intenção de vender sua conversão total como um produto stand-alone (autônomo), o que implica a necessidade de substituir o conteúdo original restante para evitar a violação de direitos autorais.

## Mods das principais séries e jogos

### Minecraft
O jogo Minecraft é um jogo de estilo sandbox que recebeu várias modificações ao longo do tempo em Minecraft recebeu atualizações. No mês de novembro de 2011, foi lançada a versão oficial do game, o que facilitou ainda mais a atualização dos mods.

### Battlefield
A série Battlefield de jogos teve forte desenvolvimento de mods nos principais jogos, incluindo a publicação pela Eletronic Arts de ferramenta gratuita para auxiliar na criação de modificações.
Battlefield 1942:
- Desert Combat;
- Eve of Destruction;
- Forgotten Hope;

### Half-Life
A série Half-Life é provavelmente a maior responsável pela popularização dos mods. Por conseguinte, possui uma extensa lista dos mesmos, sendo Counter-Strike ― o qual é suportado pela própria Valve Software, criadora da série ― o mais famoso deles. Counter-Strike é, aparentemente, o único caso em que um mod ficou mais famoso e popular que o jogo original.
Outros mods famosos de Half-Life:
- Day of Defeat
- Team Fortress Classic
- Natural Selection

Mods famosos de Half-Life 2:
- Counter-Strike: Source
- Garry's Mod
- Black Mesa

A lista com estes e outros mods da série Half-Life está disponível nesta categoria.

### Warcraft III
As modifications de Warcraft III resumem-se a mapas totalmente desvinculados da história do jogo, os quais podem anexar modelos, imagens, sons e quaisquer outros elementos não-existentes nos arquivos originais.
Certos mapas podem até alcançar níveis surpreendentes: dentre eles, há até mesmo mapas de futebol e de corrida, a despeito do fato de Warcraft III ser do gênero de estratégia em tempo real.
Seus mapas mais famosos são:
- Defense of the Ancients Allstars (DotA);
- Dragon Ball Z Tribute;
- Footman Frenzy;
- Angel Arena.

### Grand Theft Auto: San Andreas
Um dos jogos da série Grand Theft Auto mais modificados foi o GTA: San Andreas devido às melhores possibilidades de modificação em relação aos outros jogos da série. No Brasil recebeu muitas versões piratas, podendo ser compradas em camelôs com nomes de GTA IV, GTA Superman ou até mesmo GTA Scorpion, mas todas acabam sendo "GTA Rio de Janeiro", Mod que vêm com patches, armas desbloqueadas por seleção no menu e textos traduzidos em português.